# Vriesea duvaliana
Vriesea duvaliana là một loài thuộc chi Vriesea.

## Hình ảnh

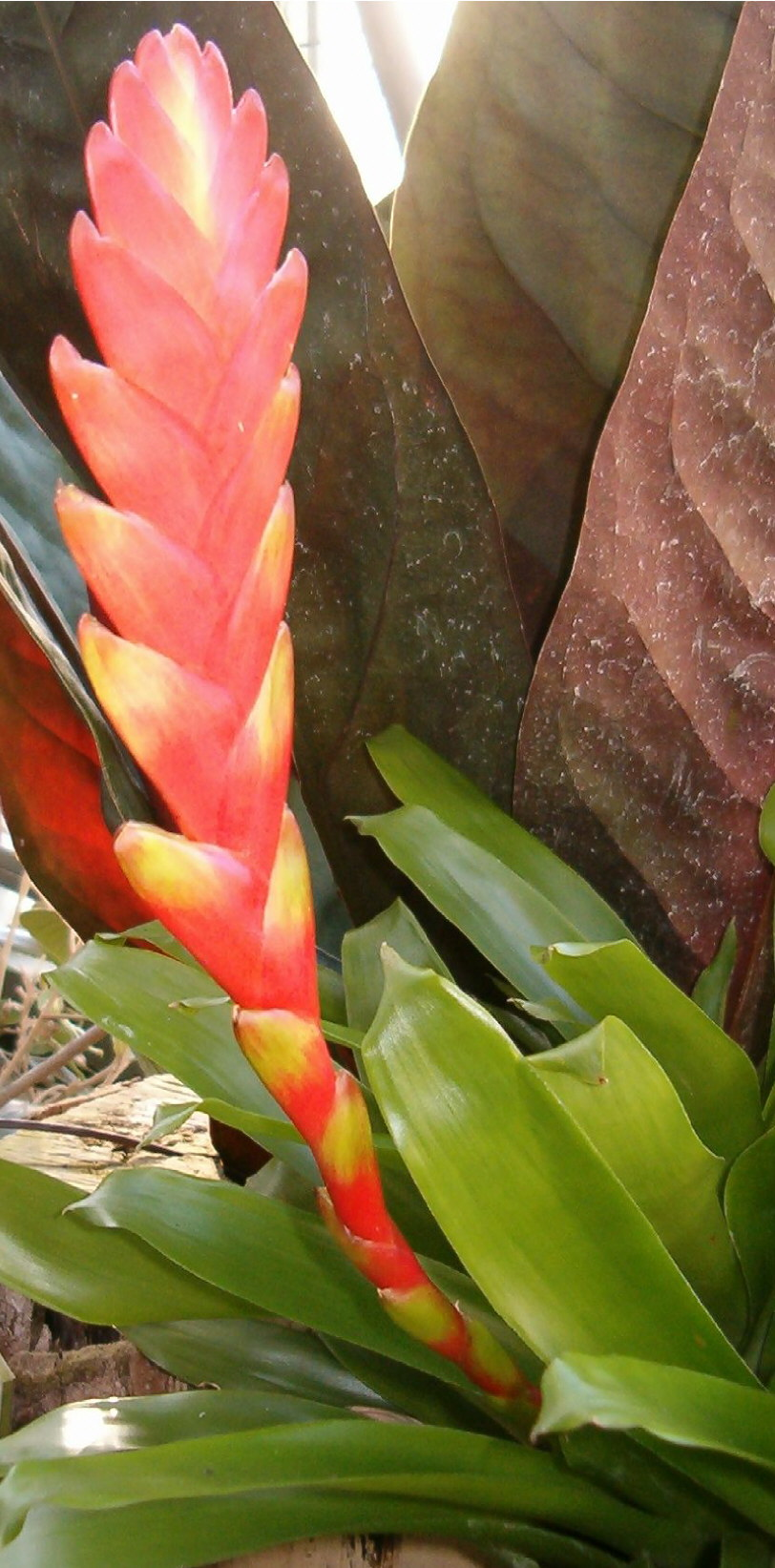
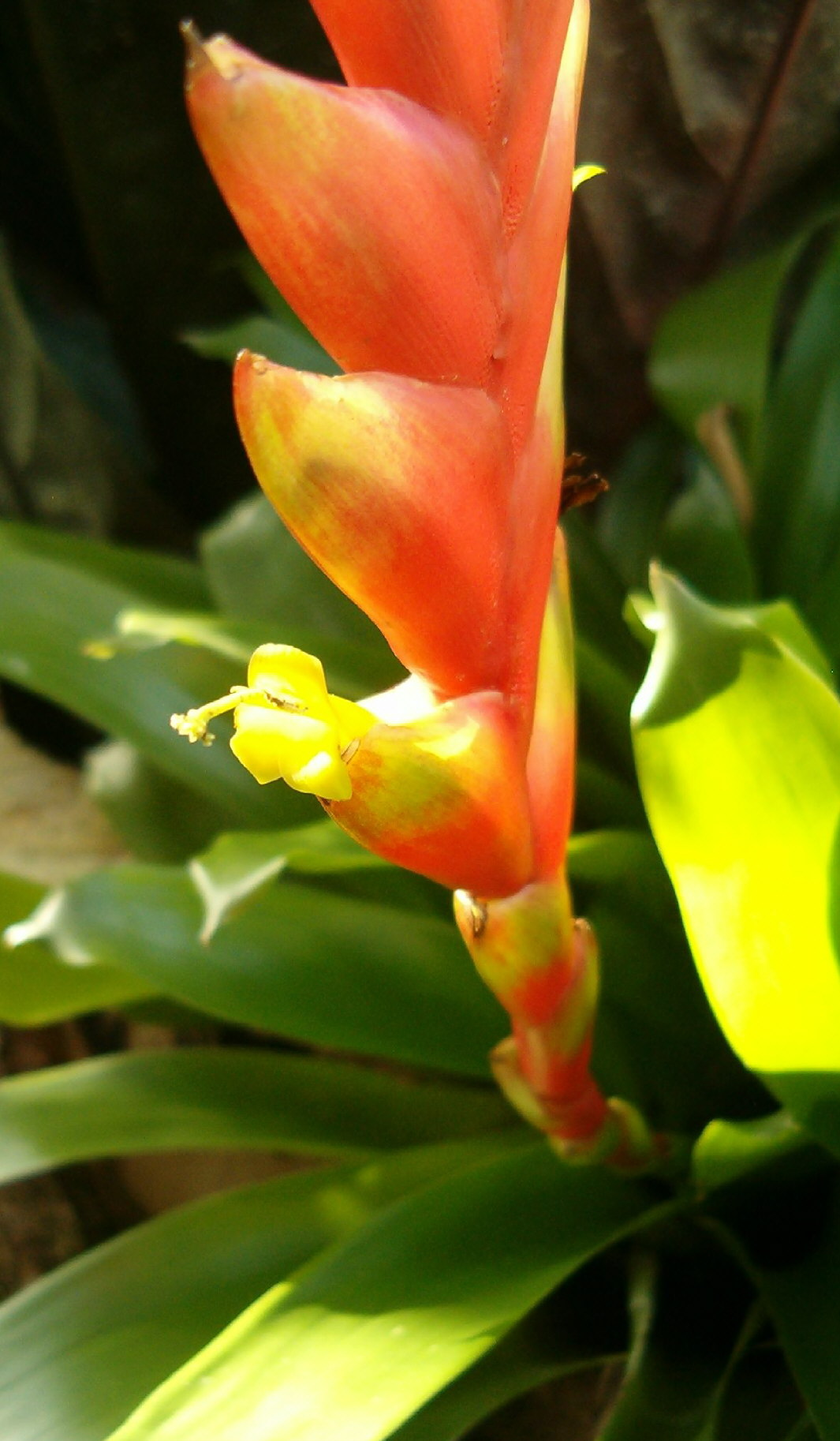
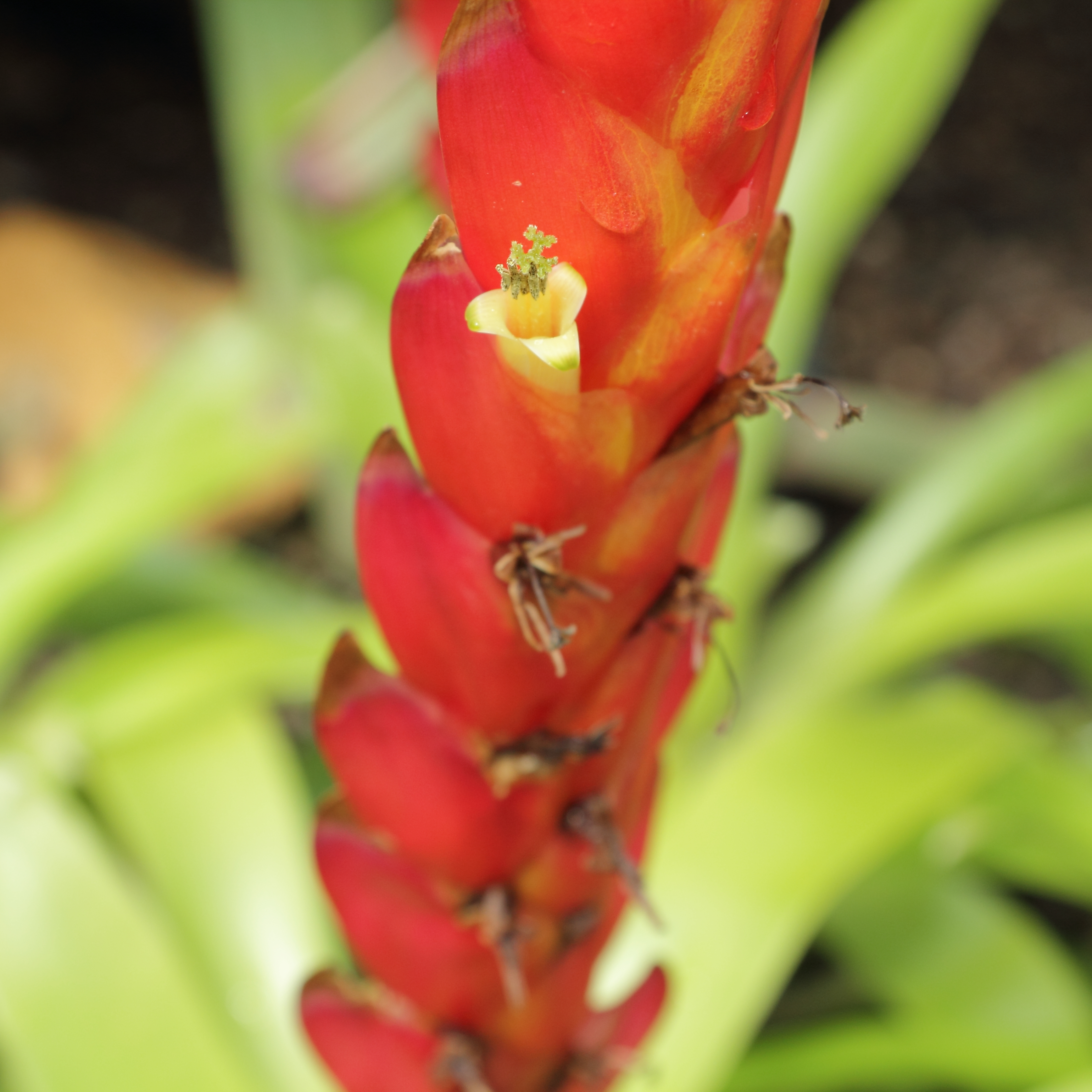
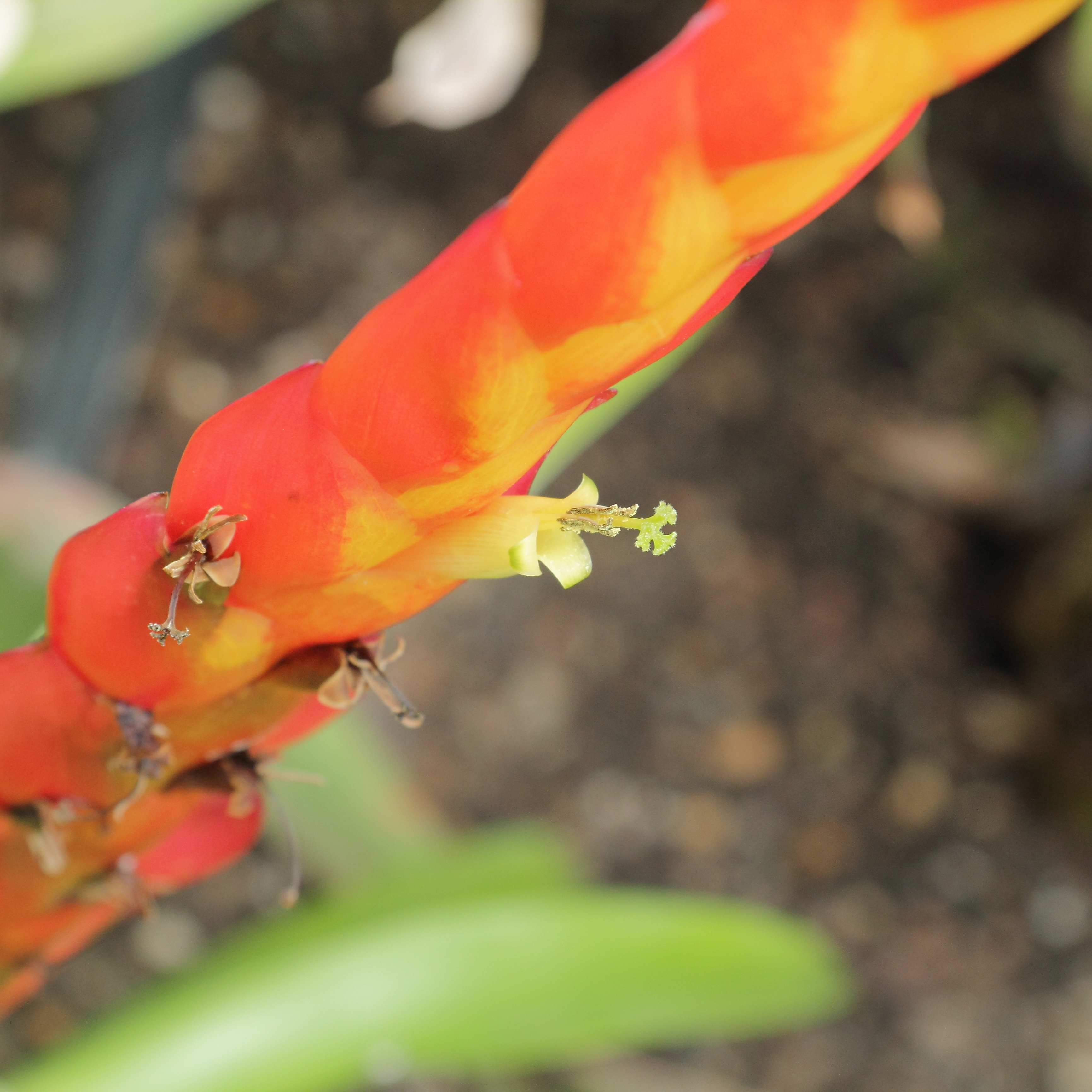

## Giống
- Vriesea 'Duvaliana Major'
- Vriesea 'Duvalii'
- Vriesea 'Elegans'
- Vriesea 'Fulgida'
- Vriesea 'Minima'
- Vriesea 'Obliqua'
- Vriesea 'Rostrum Aquilae'
- Vriesea 'Splendida'
- Vriesea 'Versaillensis'